# Черников, Александр Евгеньевич
Александр Евгеньевич Черников (род. 1 февраля 2000, Выселки, Краснодарский край) — российский футболист, полузащитник клуба «Краснодар» и сборной России.

## Клубная карьера
Воспитанник академии «Краснодара». Дебютировал на профессиональном уровне 17 марта 2018 года в составе фарм-клуба «Краснодар-2», отыграв весь матч в первенстве ПФЛ против «Биолог-Новокубанск». По итогам сезона «Краснодар-2» занял четвёртое место в зоне ПФЛ «Юг», но получил повышение в ФНЛ, где со следующего сезона Черников стал одним из основных игроков.
За основной состав «Краснодара» дебютировал 25 сентября 2019 года в матче 1/16 финала Кубка России с клубом «Нижний Новгород» (0:1), в котором вышел на замену на 69-й минуте вместо Руслана Камболова. 1 марта 2020 года Черников сыграл свой первый матч в Премьер-лиге, появившись в стартовом составе на игру 20-го тура против «Уфы», однако был заменён в перерыве.
После дебюта за основную команду в 2019 году Черников долгое время оставался резервным игроком. В сезонах 2019/20 и 2020/21 он провёл всего 7 матчей в Российской Премьер-лиги, но использовал это время для адаптации к уровню лиги. Ключевым моментом стало доверие тренерского штаба, который видел в нём потенциал для развития в роли опорного полузащитника. Его физические данные и умение читать игру выделяли его среди сверстников.
Сезон 2021/22 стал прорывным в карьере Александра Черникова. Именно в этом сезоне впервые закрепился в основном составе «Краснодара», став одним из ключевых полузащитников команды. В рамках Российской Премьер-лиги Черников провёл 23 матча, забил 2 гола и отдал 1 голевую передачу. Дебютный гол за «Краснодар» Александр забил в Кубковом мачте с «Ленинградцем» 22 сентября 2021 года. По итогам сезона Черников стал лидером Премьер-лиги по успешным отборам мяча: он совершил 74 успешных отбора из 104 попыток (71%). Вместе с тем, сезон запомнился также и дисциплинарными проблемами — Александр получил 11 жёлтых карточек и трижды был удалён с поля, установив антирекорд лиги по количеству удалений за сезон. После ухода легионеров зимой 2022 года Черников стал одним из лидеров обновлённого «Краснодара», который, несмотря на кадровые потери, сумел завершить чемпионат в пятёрке сильнейших. В этом сезоне он был признан лучшим игроком матча дважды — в играх против «Локомотива» (1:0) и «Ростова» (2:1).
В сезоне 2022/23 Александр Черников провёл 13 матчей в Премьер-лиге, из которых 11 — в стартовом составе. Он записал на свой счёт 1 гол и 1 результативную передачу. Хотя его роль в команде по-прежнему оставалась важной, игровая практика полузащитника сократилась из-за травм и усиленной конкуренции в составе. Тем не менее, по ходу сезона Александр снова был удостоен звания лучшего игрока матча в выездной игре против «Сочи» (2:0).
Черников вновь закрепился в основном составе «Краснодара» в сезоне 2023/24, проведя 27 матчей в РПЛ. За сезон он отыграл 2338 минут и внес значительный вклад в завоевание серебряных медалей — на тот момент наивысшего достижения в истории клуба. Одним из лучших его выступлений стала игра против московского «Спартака» (2:0), по итогам которой он был признан лучшим игроком матча. 10 июня 2024 года «Краснодар» объявил о продлении контракта с Александром. Новое соглашение рассчитано до 30 июня 2029 года — предыдущий контракт полузащитника действовал до лета 2026 года.
Сезон 2024/25 стал историческим как для «Краснодара», завоевавшего первое чемпионство в истории клуба, так и для Александра Черникова, ставшего одним из ключевых игроков команды. В рамках Российской Премьер-лиги полузащитник провёл 26 матчей, отметившись двумя забитыми мячами и одной голевой передачей. В 15-м туре он помог команде избежать поражения в гостевой встрече с «Рубином», сравняв счёт (1:1). Особенно ярко Черников проявил себя 7 марта 2025 года в выездном матче 20-го тура против «Пари НН» (3:0), где открыл счёт на 9-й минуте и ассистировал Жоау Батчи, за что был признан лучшим игроком встречи. Такого же звания он удостоился в домашнем матче с «Факелом», завершившемся крупной победой (5:0). Черников также принял участие в восьми кубковых встречах и матче за Суперкубок России. Успехи футболиста были отмечены и на региональном уровне — по итогам 2024 года он стал лучшим спортсменом Краснодарского края, получив рекордное количество голосов в ежегодном голосовании.

## Карьера в сборной
Александр Черников дебютировал за сборную России 20 ноября 2023 года в товарищеской встрече против сборной Кубы (8:0). В этом матче он провёл на поле 30 минут.
Свой первый гол за национальную команду Черников забил 15 ноября 2024 года в товарищеской игре против сборной Брунея (11:0), где также отдал голевую передачу и отыграл полный матч.
Всего на данный момент Черников провел за сборную России 3 матча и забил 1 гол.

## Игровой стиль
Александр Черников известен как агрессивный и энергичный опорный полузащитник, чей стиль игры сочетает жесткость в единоборствах, тактическую универсальность и высокую работоспособность. 
Отличительной чертой Черникова остаётся его дисциплинарная статистика. В сезоне 2021/22 Александр установил антирекорд РПЛ, заработав 11 предупреждений и три удаления. Черников открыто признаёт проблему и работает над самоконтролем: с 2023 года занимается йогой, консультируется с психологом и старается минимизировать нарушения. Несмотря на дисциплинарные срывы, он сохраняет статус одного из ключевых игроков «Краснодара».
Владимир Ивич отмечал прогресс Черникова: «Он любит играть агрессивно. Но я всегда говорю ему, что подкат — последнее решение проблемы. За последний год мы улучшили этот аспект: он стал сильнее, реже грубит. Хорошим игрокам на его позиции нужно избегать подкатов, отбирая мяч другими способами. Мы анализируем с ним нарезки с эпизодами, где он действовал чисто. Это постоянная работа».

## Статистика

### Клубная
| Выступление      | Выступление      | Выступление      | Лига | Лига | Кубки | Кубки | Еврокубки | Еврокубки | Итого | Итого |
| Клуб             | Лига             | Сезон            | Игры | Голы | Игры  | Голы  | Игры      | Голы      | Игры  | Голы  |
| ---------------- | ---------------- | ---------------- | ---- | ---- | ----- | ----- | --------- | --------- | ----- | ----- |
| → Краснодар-2    | ПФЛ              | 2017/18          | 3    | 0    | —     | —     | —         | —         | 3     | 0     |
| → Краснодар-2    | ФНЛ              | 2018/19          | 21   | 2    | —     | —     | —         | —         | 21    | 2     |
| → Краснодар-2    | ФНЛ              | 2019/20          | 15   | 2    | —     | —     | —         | —         | 15    | 2     |
| → Краснодар-2    | ФНЛ              | 2020/21          | 16   | 0    | —     | —     | —         | —         | 16    | 0     |
| → Краснодар-2    | ФНЛ              | 2021/22          | 2    | 0    | —     | —     | —         | —         | 2     | 0     |
| → Краснодар-2    | Итого            | Итого            | 57   | 4    | —     | —     | —         | —         | 57    | 4     |
| → Краснодар-3    | ПФЛ              | 2018/19          | 1    | 0    | —     | —     | —         | —         | 1     | 0     |
| → Краснодар-3    | ПФЛ              | 2019/20          | 2    | 0    | —     | —     | —         | —         | 2     | 0     |
| → Краснодар-3    | Итого            | Итого            | 3    | 0    | —     | —     | —         | —         | 3     | 0     |
| Краснодар        | Премьер-лига     | 2019/20          | 6    | 0    | 1     | 0     | —         | —         | 7     | 0     |
| Краснодар        | Премьер-лига     | 2020/21          | 1    | 0    | —     | —     | 0         | 0         | 1     | 0     |
| Краснодар        | Премьер-лига     | 2021/22          | 23   | 2    | 2     | 1     | —         | —         | 25    | 3     |
| Краснодар        | Премьер-лига     | 2022/23          | 13   | 0    | 6     | 0     | —         | —         | 19    | 0     |
| Краснодар        | Премьер-лига     | 2023/24          | 27   | 1    | 7     | 0     | —         | —         | 34    | 1     |
| Краснодар        | Премьер-лига     | 2024/25          | 27   | 2    | 8     | 0     | —         | —         | 35    | 2     |
| Краснодар        | Премьер-лига     | 2025/26          | 5    | 0    | 2     | 0     | —         | —         | 7     | 0     |
| Краснодар        | Итого            | Итого            | 102  | 5    | 26    | 1     | 0         | 0         | 128   | 6     |
| Всего за карьеру | Всего за карьеру | Всего за карьеру | 162  | 9    | 26    | 1     | 0         | 0         | 188   | 10    |

1. ↑  ПФЛ, ФНЛ, Премьер-лига.
2. ↑  Кубок России, Суперкубок России.
3. ↑  Лига Европы.

### Сборная
Сборная России
| № | Дата           | Оппонент | Счёт | Голы | Пасы | Карточки | Минуты  | Соревнование      |
| - | -------------- | -------- | ---- | ---- | ---- | -------- | ------- | ----------------- |
| 1 | 20 ноября 2023 | Куба     | 8:0  | —    | —    | —        | 30' 60' | Товарищеский матч |
| 2 | 15 ноября 2024 | Бруней   | 11:0 | 73′  | 1    | —        | 90'     | Товарищеский матч |
| 3 | 25 марта 2025  | Замбия   | 5:0  | —    | —    | —        | 63'     | Товарищеский матч |

Итого: сыграно матчей: 3 матча / забито голов: 1; победы: 3, ничьи: 0, поражения: 0.
Молодёжная сборная России
| № | Дата           | Оппонент | Счёт | Голы | Пасы | Карточки | Минуты  | Соревнование      |
| - | -------------- | -------- | ---- | ---- | ---- | -------- | ------- | ----------------- |
| 1 | 12 ноября 2021 | Словакия | 3:0  | —    | —    | —        | 26' 64' | Товарищеский матч |

Итого: сыграно матчей: 1 матч / забито голов: 0; победы: 1, ничьи: 0, поражения: 0.

## Достижения
«Краснодар»
- Чемпион России: 2024/25
- Серебряный призёр чемпионата России: 2023/24
- Бронзовый призёр чемпионата России: 2019/20
- Финалист Кубка России: 2022/23

### Личные
- В списках 33 лучших футболистов чемпионата России (1): № 2 — 2024/25.